# Balezinsky (huyện)
Huyện Balezinsky (tiếng Nga: ? райо́н) là một huyện hành chính tự quản (raion), của Udmurtia, Nga. Huyện có diện tích 2435 km². Trung tâm của huyện đóng ở Baleznio.